# Wade-Giles
Wade-Giles (AFI:/ˌweɪdˈʤaɪlz/) (chineză simplificată: 威妥玛拼音 sau 韦氏拼音; chineză tradițională: 威妥瑪拼音 sau 韋氏拼音; pinyin: wēituǒmǎ pīnyīn), uneori prescurtat Wade este un sistem de romanizare (notare fonetică și transcripție) a limbii chineze bazată pe mandarina vorbită în  Beijing. A fost dezvoltat pe baza unui sistem creat de Thomas Wade la jumătatea secolului XIX și a atins forma finală odată cu „Dicționarul chinez-englez” al lui Herbert Giles din 1892.
Wade-Giles a fost principalul sistem de transcripție pentru vorbitorii limbii engleze în cea mai mare parte a secolului XX, folosit în câteva cărți de referință și în toate cărțile despre China apărute înainte de 1979. În prezent a fost înlocuit cu sistemul pinyin, dar a rămas în uz în Republica Chineză(Taiwan).